# Ehrharta penicillata
Ehrharta penicillata là một loài thực vật có hoa trong họ Hòa thảo. Loài này được C.Cordem. mô tả khoa học đầu tiên năm 1895.